# Хлєбниково (платформа)
Хлє́бниково (рос. Хлебниково) — зупинний пункт/пасажирська платформа Савеловського напрямку Московської залізниці та маршруту МЦД-1 у мікрорайоні Хлєбниково міста Долгопрудний Московської області.
Відкрито у 1901 році. Названа за однойменним присілком, що розташовувався на відстані приблизно 1 кілометра від знову відкритої станції (обабіч Дмитровського шосе). Сільце Хлєбниково відоме з 1646 року, назване за прізвищем власника.
Пристанційне селище Хлєбниково було оформлено в окреме територіально-адміністративне утворення в 1926 році. З 2003 року Хлєбниково входить до складу міста Долгопрудний.
Складається з двох берегових платформ, з'єднаних між собою настилом. На західній платформі, від якої відправляються електропоїзди на Москву, розташовується касова будівля. Час руху від Савеловського вокзалу — 32 хвилини, від платформи Тимірязєвська — 26 хвилин.
В околицях платформи знаходяться Клязьминське водосховище і Канал імені Москви.